# Magne Furuholmen
Magne Furuholmen (Oslo, 1 november 1962) is een Noorse muzikant, vooral bekend als toetsenist van de popgroep A-ha. Hij is mede-componist bij meerdere hits van de band, waaronder "Take on Me", "Stay on These Roads", "Manhattan Skyline" en "Cry Wolf". Hij maakt gebruik van de artiestennaam Mags.
Daarnaast is Furuholmen een beeldend kunstenaar en is zijn werk te zien geweest in tentoonstellingen in met name Noorwegen, maar ook andere Europese landen.

## Carrière
Furuholmen is in Oslo geboren en opgegroeid in de wijk Manglerud, net als mede-a-ha-lid Paul Waaktaar-Savoy. Zijn vader was een jazz-trompettist en overleed bij een vliegtuigongeluk toen Magne Furuholmen vijf jaar oud was. In 1992 is Furuholmen getrouwd en hij heeft twee zonen.

#### a-ha
Furuholmen is toetsenist van a-ha sinds de oprichting van de band in 1982. Daarnaast speelt hij op enkele nummers gitaar en op enkele nummers van de band zingt hij. De synthesizer-riff van "Take on Me" schreef Furuholmen toen hij 15 jaar oud was.
Het duo Magne Furuholmen en Paul Waaktaar-Savoy heeft veel hits van a-ha geschreven, waaronder "Scoundrel Days", "Manhattan Skyline", "Cry Wolf", "Stay on These Roads", "Touchy!", "Move To Memphis", "Minor Earth Major Sky", "Analogue (All I Want)", "The Bandstand", "Foot of the Mountain" en "Take on Me". Toen de band in 1994 een pauze inlaste, is Furuholmen begonnen aan enkele solo-projecten. Hij is hier, nadat de band in 1998 weer bij elkaar kwam, mee doorgegaan.
Furuholmen is, net als mede-bandleden Harket en Waaktaar-Savoy, in 2012 geridderd in de Noorse Orde van Sint Olaf voor bijdragen aan de Noorse kunst en cultuur.

#### Solo-projecten
In 1994 richtte Furuholmen, samen met Kjetil Bjerkestrand en Freddie Wadling, Timbersound op. Deze band schreef filmmuziek voor Noorse films als Ti Kniver I Hjertet  (1994), Hotel Oslo (1997) en 1732 Høtten (1998).
In 2004 bracht Furuholmen het solo-album "Past Perfect Future Tense" uit, onder de naam "Magne F.". Op dit album waren gastoptredens van Guy Berryman, Will Champion (beiden van Coldplay) en Andy Dunlop (van Travis). In 2008 werd een tweede-soloalbum, "A Dot of Black in the Blue of Your Bliss", uitgegeven. Op dit album staat het nummer "The Longest Night" dat later omgebouwd werd tot het a-ha-nummer "Foot of the Mountain".

#### Apparatjik
In 2008 bouwde Furuholmen verder op de eerdere samenwerking met Coldplay-bassist Guy Berryman door met hem en Mew-zanger Jonas Bjerre de band Apparatjik op te richten. De band schreef de openingsmuziek voor de televisieserie Amazon van BBC Two. In 2010 bracht deze band het album We Are Here uit, gevolgd door Square Peg In A Round Hole in 2011.

### Beeldende kunst
Het werk van Furuholmen is tentoongesteld in instellingen in zowel thuisland Noorwegen als daarbuiten (met name in het Verenigd Koninkrijk).

### The Voice - Norges beste stemme
In 2012 was Furuholmen te zien als coach bij de Noorse versie van The Voice.